# OFC Champions League 2017
Die OFC Champions League 2017 war die 16. Ausspielung eines ozeanischen Meister-Wettbewerbs für Vereinsmannschaften im Fußball. Die Qualifikation fand zwischen dem 28. Januar und 3. Februar 2017 auf Tonga statt. Die Gruppenphase begann am 25. Februar 2017. Diese Saison enthielt neue Modusänderungen. Die eigentliche Gruppenphase wurde auf 16 Teilnehmer aufgestockt, wobei die sieben spielstärksten Länder (Fidschi, Neukaledonien, Neuseeland, Papua-Neuguinea, die Salomonen, Tahiti und Vanuatu) jeweils zwei Vereine entsendeten. Zusätzlich kamen der Sieger und Gruppenzweiter aus der Qualifikationsrunde mit den Meistern aus Amerikanisch-Samoa, den Cookinseln, Samoa und Tonga. Diese vier Mannschaften spielten in einem Rundenturnier Jeder gegen Jeden die letzten zwei Teilnehmer an der Gruppenphase aus.
In der Gruppenphase spielten die sechzehn Mannschaften in vier Vierergruppen die Halbfinalteilnehmer aus, für das sich lediglich die Gruppensieger qualifizierten. Die Gruppenphase fand in Turnierform auf Neukaledonien, Neuseeland und Tahiti im Februar und März 2017 statt.
Der Auckland City FC gewann zum siebten Mal in Folge und zum neunten Mal insgesamt den Titel und qualifizierte sich für die FIFA-Klub-Weltmeisterschaft 2017 in den Vereinigten Arabischen Emiraten.

## Teilnehmer
| Land                         | Verein                      | Qualifiziert durch                                              |
| Vereine in der Gruppenphase  | Vereine in der Gruppenphase | Vereine in der Gruppenphase                                     |
| ---------------------------- | --------------------------- | --------------------------------------------------------------- |
| Fidschi                      | Ba FC                       | Meister der National Football League 2016                       |
| Fidschi                      | Rewa FC                     | Vizemeister der National Football League 2016                   |
| Neukaledonien                | AS Magenta                  | Meister der Super Ligue 2015                                    |
| Neukaledonien                | Hienghène Sport             | Vizemeister der Division d’Honneur 2015                         |
| Neuseeland                   | Team Wellington             | Sieger des ASB Premiership Finales 2015/16                      |
| Neuseeland                   | Auckland City FC            | Erster der ASB Premiership 2015/16 Gruppenphase                 |
| Papua-Neuguinea              | Lae City FC                 | Vizemeister der Papua New Guinea National Soccer League 2015/16 |
| Papua-Neuguinea              | Madang FC 1                 | Dritter der Papua New Guinea National Soccer League 2015/16     |
| Salomonen                    | Marist FC                   | Meister der Telekom S-League 2016                               |
| Salomonen                    | Western United FC           | Vizemeister der Telekom S-League 2016                           |
| Tahiti                       | AS Tefana                   | Meister der Tahiti Ligue 1 2015/16                              |
| Tahiti                       | AS Central Sport            | Vizemeister der Tahiti Ligue 1 2015/16                          |
| Vanuatu                      | Malampa Revivors FC         | Vizemeister der VFF National Super League 2015                  |
| Vanuatu                      | Erakor Golden Star          | Meister der PVFA Top Four Super League 2016                     |
| Vereine in der Qualifikation |                             |                                                                 |
| Amerikanisch-Samoa           | Utulei Youth                | Meister der FFAS Senior League 2015                             |
| Cookinseln                   | Puaikura FC                 | Meister des Cook Islands Round Cup 2016                         |
| Samoa                        | Lupe o le Soaga             | Meister der Samoa National League 2014/15                       |
| Tonga                        | Veitongo FC                 | Meister der Tonga Major League 2015                             |

## Qualifikation
Die Qualifikationsphase fand vom 28. Januar bis zum 3. Februar 2017 in Nukuʻalofa (Loto-Tonga Soka Centre), Tonga statt. Die Auslosung wurde am 24. August 2016 in Auckland, Neuseeland, durchgeführt. Die vier Vereine spielten ein Rundenturnier und der Gewinner, sowie der Gruppenzweiter zogen mit den anderen 14 direkt qualifizierten Teilnehmern in die Gruppenphase ein.
| Pl. | Verein          | Sp. | S | U | N | Tore    | Diff. | Punkte |
| --- | --------------- | --- | - | - | - | ------- | ----- | ------ |
| 1.  | Puaikura FC     | 3   | 3 | 0 | 0 | 009:200 | +7    | 09     |
| 2.  | Lupe o le Soaga | 3   | 1 | 1 | 1 | 006:600 | ±0    | 04     |
| 3.  | Veitongo FC     | 3   | 1 | 1 | 1 | 004:600 | −2    | 04     |
| 4.  | Utulei Youth    | 3   | 0 | 0 | 3 | 005:100 | −5    | 0      |

| 28. Januar 2017 |     |                 |
| Utulei Youth    | 3:4 | Lupe o le Soaga |
| Veitongo FC     | 0:4 | Puaikura FC     |
| 31. Januar 2017 |     |                 |
| Puaikura FC     | 2:1 | Lupe o le Soaga |
| Veitongo FC     | 3:1 | Utulei Youth    |
| 3. Februar 2017 |     |                 |
| Puaikura FC     | 3:1 | Utulei Youth    |
| Lupe o le Soaga | 1:1 | Veitongo FC     |

## Gruppenphase
Die Gruppenphase fand zwischen dem 25. Februar und dem 18. März 2017 auf Neukaledonien (Gruppe A und B), Neuseeland (Gruppe C) und Tahiti (Gruppe D) statt. Die 16 Vereine wurden in vier Gruppen mit jeweils vier Teams eingeteilt, mit der Beschränkung, dass Vereine aus demselben Land nicht in dieselbe Gruppe gelost werden konnten. In jeder Gruppe spielten die Teams einmal gegeneinander. Die vier Gruppensieger zogen in das Halbfinale ein.
Die Spiele der Gruppe A fanden im Stade Numa-Daly in Nouméa statt; die Spiele der Gruppe B wurden im Stade Yoshida in Koné ausgetragen; die Spiele der Gruppe C fanden im Mangere Centre Park in Auckland statt, während die Spiele der Gruppe D im Stade Pater Te Hono Nui in Pirae ausgetragen wurden.

### Gruppe A
| Pl. | Verein           | Sp. | S | U | N | Tore    | Diff. | Punkte |
| --- | ---------------- | --- | - | - | - | ------- | ----- | ------ |
| 1.  | AS Magenta       | 3   | 3 | 0 | 0 | 011:300 | +8    | 09     |
| 2.  | AS Central Sport | 3   | 2 | 0 | 1 | 012:700 | +5    | 06     |
| 3.  | Madang FC        | 3   | 1 | 0 | 2 | 007:150 | −8    | 03     |
| 4.  | Lupe o le Soaga  | 3   | 0 | 0 | 3 | 004:900 | −5    | 0      |

| 25. Februar 2017 |     |                  |
| Madang FC        | 3:7 | AS Central Sport |
| Lupe o le Soaga  | 1:2 | AS Magenta       |
| 28. Februar 2017 |     |                  |
| Lupe o le Soaga  | 3:4 | Madang FC        |
| AS Magenta       | 4:2 | AS Central Sport |
| 3. März 2017     |     |                  |
| AS Central Sport | 3:0 | Lupe o le Soaga  |
| AS Magenta       | 5:0 | Madang FC        |

### Gruppe B
| Pl. | Verein          | Sp. | S | U | N | Tore    | Diff. | Punkte |
| --- | --------------- | --- | - | - | - | ------- | ----- | ------ |
| 1.  | Team Wellington | 3   | 3 | 0 | 0 | 015:200 | +13   | 09     |
| 2.  | Hienghène Sport | 3   | 1 | 1 | 1 | 005:500 | ±0    | 04     |
| 3.  | Ba FC           | 3   | 1 | 1 | 1 | 002:900 | −7    | 04     |
| 4.  | Puaikura FC     | 3   | 0 | 0 | 3 | 002:800 | −6    | 0      |

| 26. Februar 2017 |     |                 |
| Puaikura FC      | 1:4 | Team Wellington |
| Ba FC            | 1:1 | Hienghène Sport |
| 1. März 2017     |     |                 |
| Puaikura FC      | 0:1 | Ba FC           |
| Team Wellington  | 3:1 | Hienghène Sport |
| 4. März 2017     |     |                 |
| Team Wellington  | 8:0 | Ba FC           |
| Hienghène Sport  | 3:1 | Puaikura FC     |

### Gruppe C
| Pl. | Verein              | Sp. | S | U | N | Tore    | Diff. | Punkte |
| --- | ------------------- | --- | - | - | - | ------- | ----- | ------ |
| 1.  | Auckland City FC    | 3   | 3 | 0 | 0 | 015:100 | +14   | 09     |
| 2.  | Western United FC   | 3   | 2 | 0 | 1 | 008:600 | +2    | 06     |
| 3.  | Lae City FC         | 3   | 1 | 0 | 2 | 008:900 | −1    | 03     |
| 4.  | Malampa Revivors FC | 3   | 0 | 0 | 3 | 003:180 | −15   | 0      |

| 11. März 2017        |      |                      |
| Malampa Revivors FC  | 2:5  | Lae City Dwellers FC |
| Western United FC    | 1:2  | Auckland City FC     |
| 14. März 2017        |      |                      |
| Western United FC    | 2:1  | Malampa Revivors FC  |
| Auckland City FC     | 2:0  | Lae City Dwellers FC |
| 17. März 2017        |      |                      |
| Lae City Dwellers FC | 3:5  | Western United FC    |
| Auckland City FC     | 11:0 | Malampa Revivors FC  |

### Gruppe D
| Pl. | Verein             | Sp. | S | U | N | Tore    | Diff. | Punkte |
| --- | ------------------ | --- | - | - | - | ------- | ----- | ------ |
| 1.  | AS Tefana          | 3   | 2 | 1 | 0 | 008:400 | +4    | 07     |
| 2.  | Marist FC          | 3   | 1 | 1 | 1 | 007:600 | +1    | 04     |
| 3.  | Erakor Golden Star | 3   | 1 | 0 | 2 | 005:700 | −2    | 03     |
| 4.  | Rewa FC            | 3   | 1 | 0 | 2 | 004:700 | −3    | 03     |

| 12. März 2017      |     |                    |
| Marist FC          | 4:2 | Rewa FC            |
| Erakor Golden Star | 2:4 | AS Tefana          |
| 15. März 2017      |     |                    |
| Erakor Golden Star | 2:1 | Marist FC          |
| AS Tefana          | 2:0 | Rewa FC            |
| 18. März 2017      |     |                    |
| Rewa FC            | 2:1 | Erakor Golden Star |
| AS Tefana          | 2:2 | Marist FC          |

## K.-o.-Phase

### Halbfinale
Die Hinspiele fanden am 8. April, die Rückspiele am 16. April 2017 statt.
|            | Gesamt |                  | Hinspiel | Rückspiel |
| ---------- | ------ | ---------------- | -------- | --------- |
| AS Tefana  | 0:4    | Auckland City FC | 0:2      | 0:2       |
| AS Magenta | 3:9    | Team Wellington  | 2:2      | 1:7       |

### Finale

#### Hinspiel
| Auckland City FC                                               | Auckland City FC | Team Wellington | Team Wellington |
| -------------------------------------------------------------- | --- | --- | --------------- |
| Auckland City FC                                               | \| 30. April 2017 um 14:00 Uhr (NZL) in Auckland (Kiwitea Street) \| \| Ergebnis: 3:0 (2:0) \| \| Zuschauer: 1.000 \| \| Schiedsrichter: Nick Waldron ( Neuseeland) \| \| Spielbericht \|                                                                                     | \| 30. April 2017 um 14:00 Uhr (NZL) in Auckland (Kiwitea Street) \| \| Ergebnis: 3:0 (2:0) \| \| Zuschauer: 1.000 \| \| Schiedsrichter: Nick Waldron ( Neuseeland) \| \| Spielbericht \|                                                                                             | Team Wellington |
| Auckland City FC                                               | Eñaut Zubikarai – Ángel Berlanga , Darren White, Takuya Iwata, Mario Bilen (77. Fabrizio Tavano), Kim Dae-wook – Cameron Howieson, Albert Riera, Clayton Lewis – João Moreira (90.+2' Reid Drake), Emiliano Tade (65. Ryan De Vries) Cheftrainer: Ramon Tribulietx ( Spanien) | Scott Basalaj – Bill Robertson , Justin Gulley, Guillermo Moretti – Mario Barcia, Leonardo Villa (77. Niko Kirwan), Tom Jackson, Andy Bevin, Josh Margetts (81. Nathanael Hailemariam) – Joel Stevens, Nicolas Zambrano (61. Ben Harris) Cheftrainer: José Manuel Figueira ( England) | Team Wellington |
| Auckland City FC                                               | 1:0 João Moreira (20., Foulelfmeter) 2:0 João Moreira (28.) 3:0 Ryan De Vries (89.) | | Team Wellington |
| Auckland City FC                                               | Albert Riera (24.) | Scott Basalaj (19.), Guillermo Moretti (77.), Ben Harris (83.) | Team Wellington |
| Auckland City FC                                               | Scott Basalaj hält Foulelfmeter gegen João Moreira (78.) | | Team Wellington |
| 30. April 2017 um 14:00 Uhr (NZL) in Auckland (Kiwitea Street) | | |                 |
| Ergebnis: 3:0 (2:0)                                            | | |                 |
| Zuschauer: 1.000                                               | | |                 |
| Schiedsrichter: Nick Waldron ( Neuseeland)                     | | |                 |
| Spielbericht                                                   | | |                 |

#### Rückspiel
| Team Wellington                                                      | Team Wellington | Auckland City FC | Auckland City FC |
| -------------------------------------------------------------------- | --- | --- | ---------------- |
| Team Wellington                                                      | \| 7. Mai 2017 um 13:00 Uhr (NZL) in Wellington (David Farrington Park) \| \| Ergebnis: 0:2 (0:0) \| \| Zuschauer: 1.000 \| \| Schiedsrichter: Norbert Hauata ( Tahiti) \| \| Spielbericht \|                                                                                  | \| 7. Mai 2017 um 13:00 Uhr (NZL) in Wellington (David Farrington Park) \| \| Ergebnis: 0:2 (0:0) \| \| Zuschauer: 1.000 \| \| Schiedsrichter: Norbert Hauata ( Tahiti) \| \| Spielbericht \|                                                                                  | Auckland City FC |
| Team Wellington                                                      | Scott Basalaj – Bill Robertson , Justin Gulley, Taylor Schrijvers (43. Guillermo Moretti) – Mario Barcia (78. Niko Kirwan), Leonardo Villa, Tom Jackson, Andy Bevin (88. Sam Blackburn), Josh Margetts – Joel Stevens, Ben Harris Cheftrainer: José Manuel Figueira ( England) | Eñaut Zubikarai – Ángel Berlanga , Darren White, Takuya Iwata, Mario Bilen, Kim Dae-wook (85. Marko Đorđević) – Cameron Howieson, Albert Riera, Clayton Lewis – João Moreira (40. Ryan De Vries), Emiliano Tade (87. Fabrizio Tavano) Cheftrainer: Ramon Tribulietx ( Spanien) | Auckland City FC |
| Team Wellington                                                      | 0:1 Ryan De Vries (63.) 0:2 Emiliano Tade (76.) | | Auckland City FC |
| Team Wellington                                                      | Mario Barcia (25.), Ben Harris (74.) | Takuya Iwata (54.), Darren White (58.), Emiliano Tade (73.) | Auckland City FC |
| 7. Mai 2017 um 13:00 Uhr (NZL) in Wellington (David Farrington Park) | | |                  |
| Ergebnis: 0:2 (0:0)                                                  | | |                  |
| Zuschauer: 1.000                                                     | | |                  |
| Schiedsrichter: Norbert Hauata ( Tahiti)                             | | |                  |
| Spielbericht                                                         | | |                  |

## Beste Torschützen
Nachfolgend sind die besten Torschützen der OFC-Champions-League-Saison (ohne Qualifikation) aufgeführt.
| Rang | Spieler        | Klub               | Tore |
| ---- | -------------- | ------------------ | ---- |
| 1    | Ryan De Vries  | Auckland City FC   | 6    |
|      | Tom Jackson    | Team Wellington    | 6    |
|      | João Moreira   | Auckland City FC   | 6    |
| 4    | Brasilien      | Marist FC          | 5    |
|      | Tony Kaltak    | Erakor Golden Star | 5    |
|      | Nicolas Marin  | AS Magenta         | 5    |
| 7    | César Castillo | AS Central Sport   | 4    |
|      | Bertrand Kaï   | Hienghène Sport    | 4    |